# Koenraad Kuiper

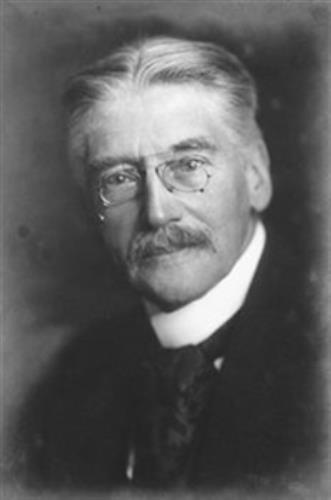

Koenraad Kuiper (Zaandam, 8 maart 1854 – Amsterdam, 7 februari 1922) was een Nederlandse filoloog en hoogleraar.
Kuiper was een zoon van de doopsgezinde predikant Taco Kuiper (1824-1906) en Elisabeth Hovens Greve (1929-1906). Hij trouwde in 1880 met Johanna Margaretha Tjeenk Willink (1857-1938). Tot hun vijf kinderen behoorde Wolter Everard Johan Kuiper (1883-1951), die de leerstoel van zijn vader zou overnemen.
Kuiper promoveerde in 1880 te Leiden tot doctor in de klassieke letteren op het proefschrift Commentatio de vita Niciae. Hij was leraar in Zwolle en van 1883 tot 1898 in Haarlem. In 1898 volgde hij Samuel Adrianus Naber op op de leerstoel in de Griekse taal- en letterkunde aan de Universiteit van Amsterdam. Hij aanvaardde op 17 oktober 1898 zijn hoogleraarschap met de inaugurele rede De beteekenis en de grenzen van het Classicisme in de Grieksche litteratuur en hare beoefening.
In 1908 was hij promotor van Levie Hillesum (1880-1943), de vader van Etty Hillesum.